# 블라디미르현

블라디미르현의 문장

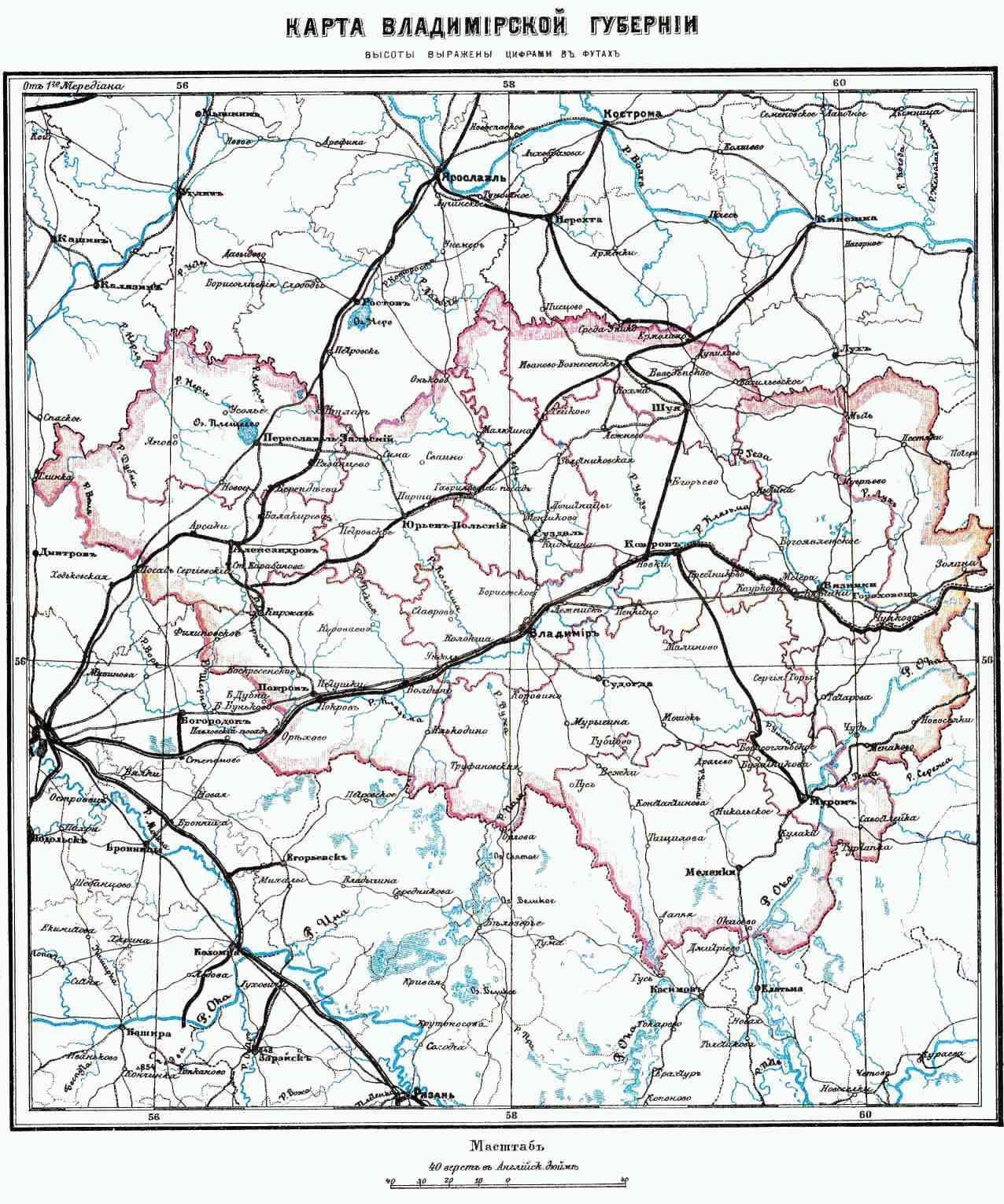
블라디미르현의 지도

블라디미르현(러시아어: Владимирская губерния)은 1796년부터 1929년까지 존재했던 러시아 제국의 현으로 현도는 블라디미르이며 면적은 48,473km2, 인구는 1,515,691명(1897년 당시 기준)이다. 현재의 러시아 블라디미르주, 이바노보주, 야로슬라블주에 걸쳐 있었다.